# Кенет Ј. Ајверсон
Кенет Јуџин Ајверсон (енгл. Kenneth E. Iverson; Камроуз, 17. децембар 1920 — Торонто, 19. октобар 2004) је био канадски научник који се бавио рачунарством. Познат је као творац програмског језика АПЛ. Добио је Тјурингову награду за свој допринос математичкој нотацији и теорији програмских језика.